# جورج روس (سياسي)
جورج روس (بالإنجليزية: George Ross)‏ هو سياسي أمريكي، ولد في 1746، وتوفي في 1801.